# Raúl de Francia
Raúl de Borgoña, también llamado Rodolphe (890 - Auxerre, Borgoña, 15 de enero de 936), fue duque de Borgoña entre 921 y 923 y rey de Francia Occidental desde 923 hasta su muerte.
Sucedió a su padre, el duque Ricardo I el Justiciero de Borgoña. Y al ser elegido monarca de los francos occidentales por una asamblea de nobles para suceder a Roberto I, en el año 923, Raúl I entregó el Ducado de Borgoña a su hermano Hugo. Se casó con Emma de Francia, hermana de Hugo el Grande, conde de París, pero no tuvieron descendencia.

## Antecedentes familiares
Raúl forma parte de la familia Bivinidas. Hijo de Ricardo I de Borgoña, apodado el Justiciero, duque de Borgoña y de Adelaida de Auxerre. Sobrino de Rodolfo I de Borgoña, de Carlos el Calvo y de Boso V de Provenza. Su madre era hermana del rey Rodolfo I de Borgoña y su padre, hermano del rey Boson V y de Richilda de Ardenas, siendo esta amante y segunda esposa de Carlos II el Calvo. Ha sido el único rey de Francia cuyo linaje no se remonta a ninguna de las tres grandes dinastías reales francas: la merovingia, la carolingia y la robertina. Sin embargo, existe la hipótesis de que podría estar emparentado con el linaje de Jerónimo (hijo de Carlos Martel), con lo cual pertenecería a una línea colateral de los carolingios.

## Ascenso al trono
En 921, al suceder a su padre, se convirtió en duque de Borgoña, conde de Auxerre, conde de Autun y de Avallon, abad laico de San Germán de Auxerre y de Santa Columba de Sens. Contrajo matrimonio con Emma de Francia, hermana del duque de los francos Hugo el Grande e hija del rey Roberto I de Francia. Emma también era hermanastra de Adela, esposa del conde Heriberto II de Vermandois. Fruto de su matrimonio nació un hijo, al que llamaron Luis, que murió en 934.
Tras la muerte de Roberto I en la batalla de Soissons en 923, los grandes del reino decidieron elegirlo como rey en lugar de Carlos III el Simple. Del mismo modo, su cuñado Hugo el Grande rechazó el título de rey por miedo a perder su influencia sobre los grandes al tener que abandonar sus condados. La ceremonia de consagración real de Raúl se celebró el día 13 de julio de 923 en San Medardo de Soissons.

## Reinado

### Anarquía y lucha contra la invasión vikinga (923-929)
Durante los primeros años los desórdenes se extiendieron por el reino. A pesar de su valía, Raúl no consiguió su reconocimiento como rey por los grandes vasallos. En 924 se vio obligado a luchar contra los vikingos de Rollon en el río Oise, quienes habían sido llamados en su ayuda por Carlos el Simple antes de que Herberto II de Vermandois lo hiciera prisionero el 17 de julio de 923. Expulsado a Normandía, Rollon pidió negociar la paz y, a cambio de cejar en sus invasiones, recibió los territorios de Hiemois y Bessin. Mientras Raúl permanecía en el norte de Francia, el 6 de diciembre de 924 en Chalmont, los condes Garnier de Sens, Manases de Dijón y los obispos Josselin de Langres y Ansegise de Troyes derrotaron con contundencia a Ragenold de Nantes, jefe vikingo que, tras haber avanzado hasta Borgoña, se retiraba hacia el norte con un gran botín. Durante el verano de 925, Raúl consiguió armar un gran ejército para luchar contra los normandos, quienes habían violado los compromisos de paz. Con la ayuda de Herberto II de Vermandois, de Helgaldo de Ponthieu, de Arnulfo I de Flandes y de su hermano Adalolfo de Bolonia consiguió derrotarlos en la localidad de Eu, causando un gran número de bajas en el ejército oponente. Pero al año siguiente, los normandos consiguieron dominar a las huestes reales en la batalla de Fauquembergues en el río Aa, cerca de Thérouanne, entre Sant-Omer y Montreuil-sur-Mer. En esta batalla murió el conde Helgaldo de Ponthieu y Raúl fue gravemente herido, con lo que huyó del campo de batalla y se retiró a Laon. Así, los vencedores pudieron saquear el país hasta la frontera con Lorena. Tras la muerte del conde Rogelio I de Laon en 926, Herberto II de Vermandois reclamó el condado para su primogénito Odo, ocupando el territorio del condado en contra de los deseos de Raúl, quien finalmente cedió por el temor a que Heriberto liberase al anterior rey Carlos el Simple, a quien retenía en Péronne. Este falleció el 7 de octubre de 929 tras varios años de cautividad.

### Consolidación de su autoridad real y las luchas contra las últimas invasiones (930-936)
En el año 930, Raúl recibió el homenaje de Guillermo Larga-Espada, quien sucedió a su padre, Rollon. Ese mismo año, Herbert II de Vermandois se apoderó del castillo de Vitry-en-Perthois, perteneciente a Boson, hermano menor del rey Raúl. Este último se alió, entonces, con su cuñado Hugo el Grande para combatir a Herbert II de Vermandois. En el año 931 entraron en Reims y expulsaron de la ciudad al arzobispo Hugo, hijo de Herberto II. Herberto II fue obligado inicialmente a entregar Vitry, Laon, Château-Thierry y Soissons, pero con la ayuda de Enrique I de Alemania arrasó la región circundante de Reims y de Laon. Finalmente, y a cambio de su sumisión, Raúl entregó sus dominios, excepto Reims, Château-Thierry y Laon.
En el 935 derrotó a otro invasor procedente del este, los húngaros, que hicieron su aparición en Champaña y Borgoña. A partir de esa fecha el reino estará temporalmente a salvo de las invasiones.
El 15 de enero —el 2 después de los idus de enero— de 936, después de trece años de difícil reinado, el rey Raúl, enfermo desde el otoño del 935, murió en Auxerre a causa de una pediculosis corporal. Fue enterrado en la iglesia de la abadía de Sainte-Colombe, cerca de Sens. A la muerte de Raúl, Hugo el Grande apeló al legítimo heredero de la dinastía de los carolingios, Luis IV de Ultramar. Este último, una vez reinstalado en el trono, concedió a Hugo la confirmación de sus cargos y el título de duque de los francos. Hugo el Grande renunció, por tanto, a pretender el trono para sí mismo, probablemente para evitar la oposición de otros grandes señores del reino, en particular de Hugo el Negro y Herbert II de Vermandois.